# Plecing kangkung

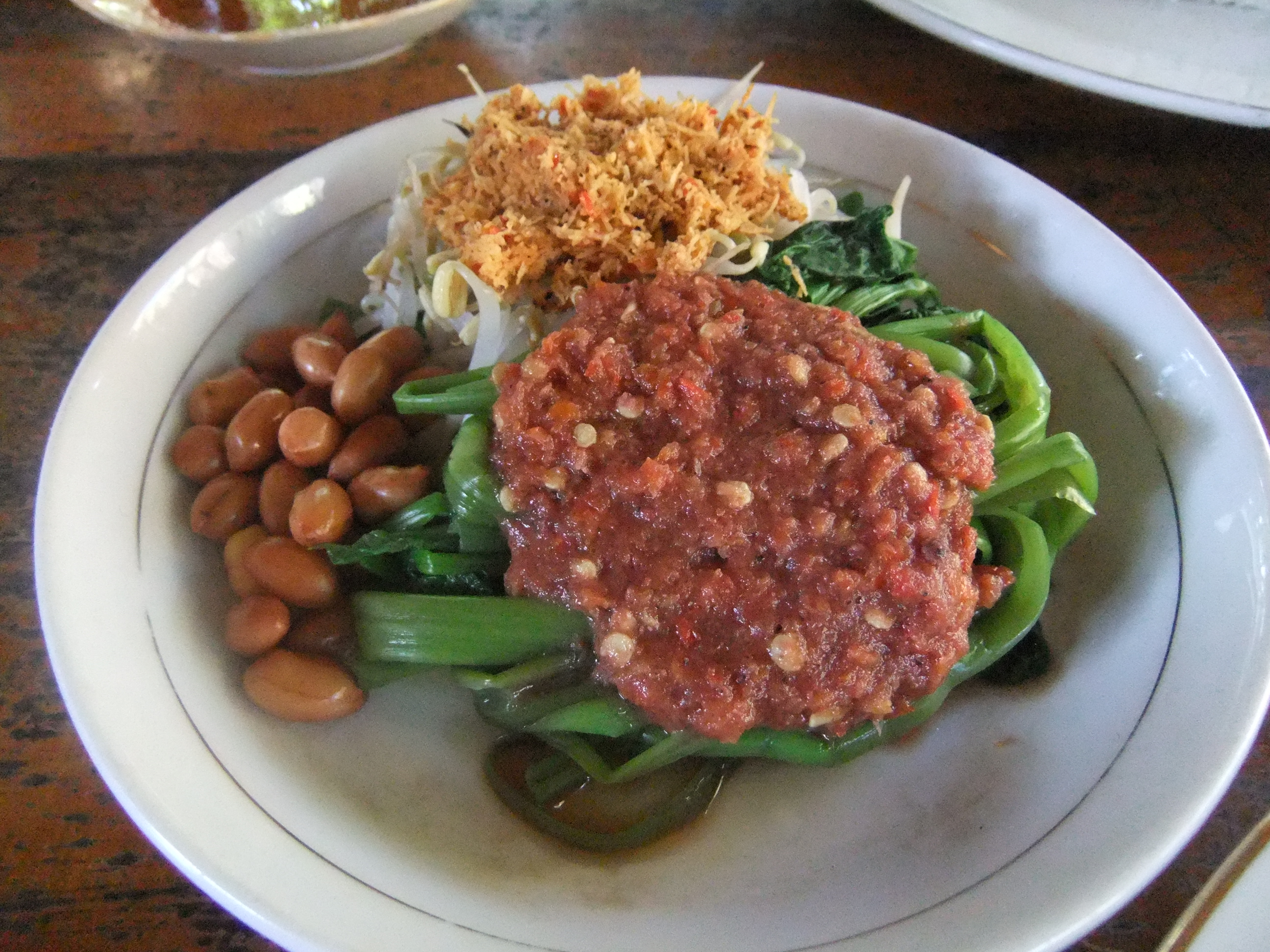
Plecing kangkung.

El plecing kangkung es uno de los platos indonesios típicos Bali and Lombok. El plecing kangkung consiste en espinacas de agua (kangkung) hervidas en agua y servidas frías con salsa sambal, tomates, coles, habas y zumo de limón.